# Barbara Taufar
Barbara Taufar (* 1943 in Marburg an der Drau) ist eine ehemalige österreichische Journalistin, Diplomatin und Schriftstellerin.
Barbara Taufar verbrachte ihre Kindheit in Peggau und Wien und besuchte das Gymnasium in der Langegasse und arbeitete zunächst als Journalistin und war während der Kreisky-Ära Presseattaché in Tel Aviv und Presserat in Paris. 1987 konvertierte Barbara Taufar zum Judentum. Sie lebt als freie Schriftstellerin in Wien und Tel Aviv.

## Veröffentlichungen
- Die Rose von Jericho. Österreichische Staatsdruckerei, Wien 1994 (Autobiographie).
- Der Uhrmacher. Langen Müller, München 2001 (Roman).